# 多里亚城堡

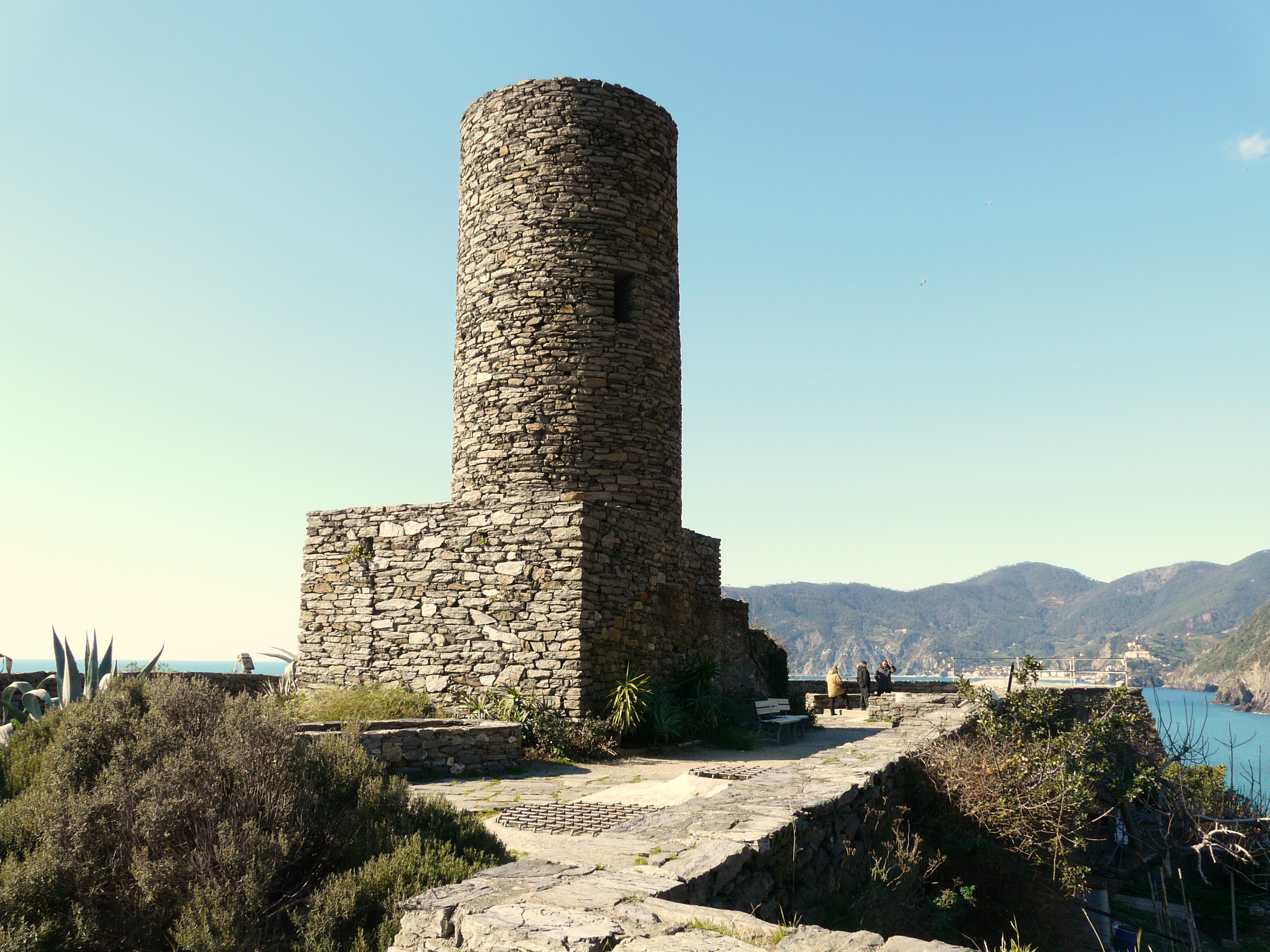

多里亚城堡（Castello Doria）又名韦尔纳扎城堡（Castello di Vernazza）是拉斯佩齐亚省五渔村地区韦尔纳扎的一座防御性建筑，位于海边高七十米的悬崖之上。

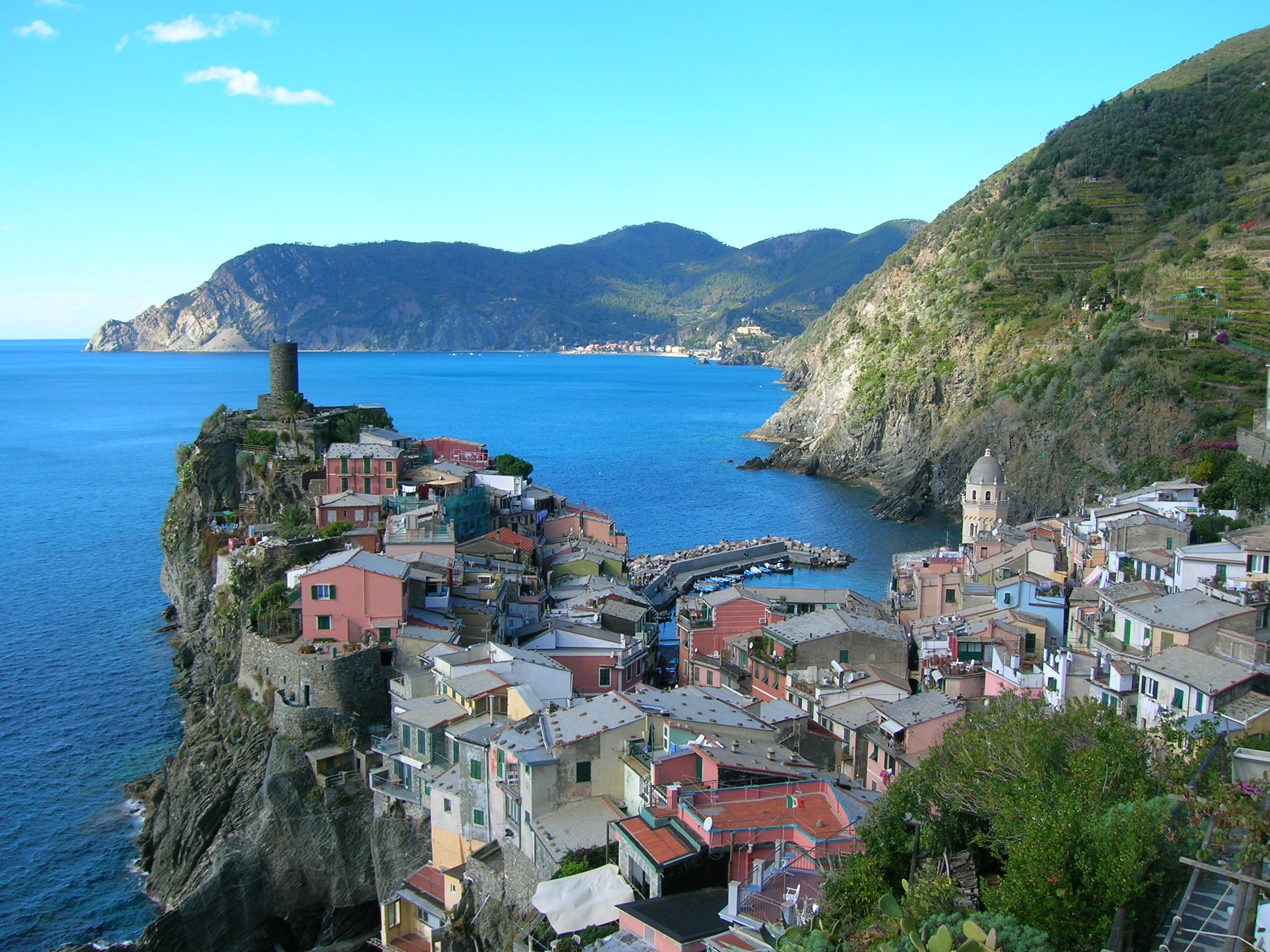

根据文献记载，韦尔纳扎城堡的历史可以追溯到11世纪。目前矗立在广场中间，在20世纪修复的圆柱形塔楼，代表了城堡最古老的部分。

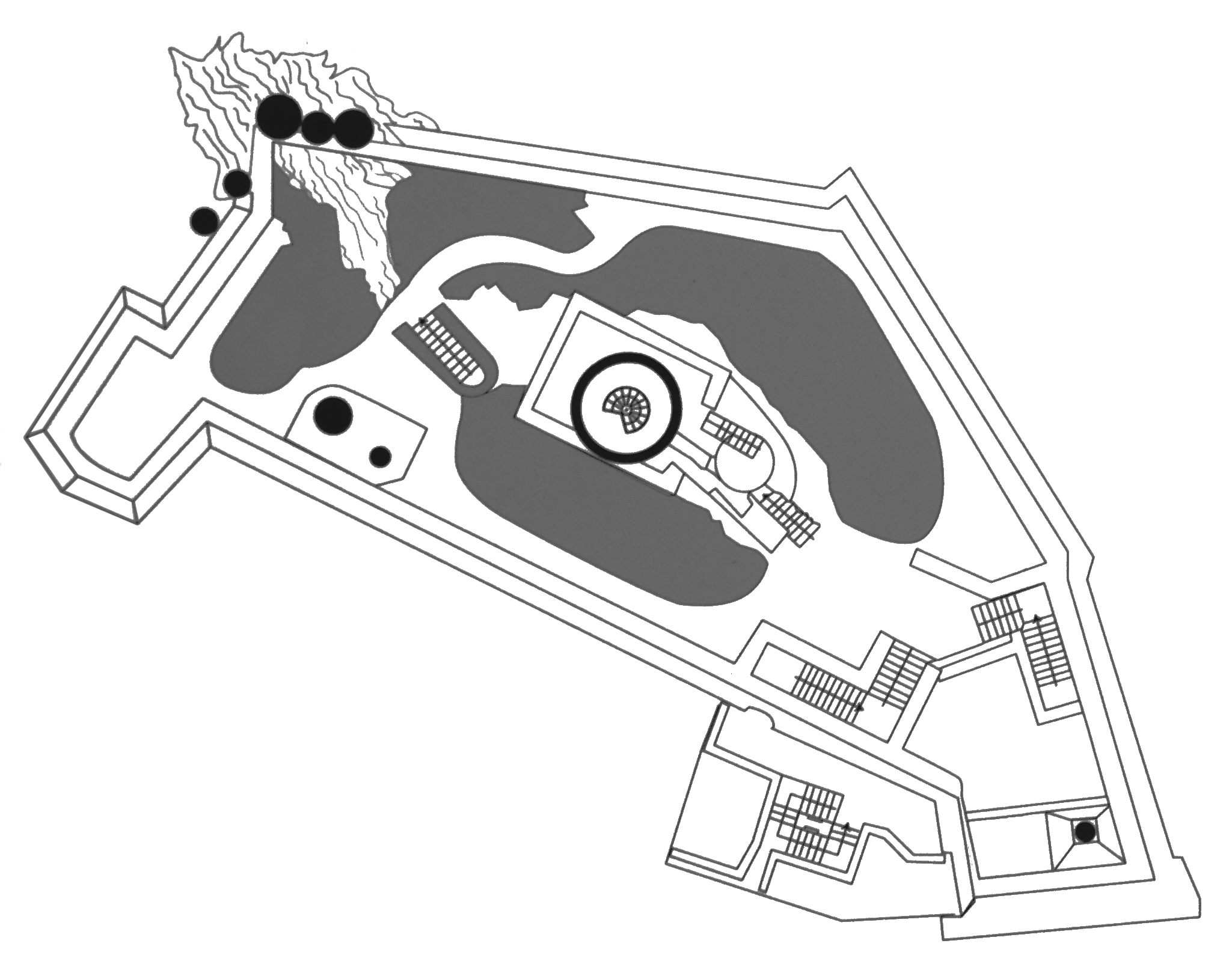

在第二次世界大战中，城堡曾被纳粹德国的士兵用作防空站。